# 완전 소중한 사랑
《완전 소중한 사랑》은 김진민 감독이 제작한 대한민국의 영화이다. 2013년 11월 21일에 개봉하였다.

## 줄거리
생애 최악의 순간에 만난 최고의 사랑. 소년 시절 소아암을 앓았던 경력이 있는 청년 온유. 언제나 밝은 웃음을 잃지 않는 착한 성품의 온유이지만 세상의 편견을 피해 살아가는 게 그리 녹록하지만은 않다. 어느 날 자원봉사를 하던 병원에서 소아암을 앓고 있는 아이 사랑이로 인해 우연히 만나게 되는 온유와 예나. 그리고 세영과 사랑. 이들이 펼쳐가는 희망과 나눔의 과정을 통해 보여지는 햇살처럼 따뜻한 이야기. 그리고 가슴 먹먹한 사랑의 메시지가 아름다운 음악에 실려 올 가을 우리에게 찾아왔다.

## 캐스팅
- 임지규 : 김온유 역
- 심이영 : 윤예나 역
- 엄수정 : 세영 역
- 이우진 : 사랑이 역
- 윤봉길 : 용수 역
- 유예일 : 진아 역
- 이경진 : 온유 엄마 역
- 이재구 : 예나 아빠 역
- 김민경 : 어린 예나 역
- 최창엽 : 어린 온유 역
- 강연정 : 온유 형수 역
- 김현아 : 수간호사 역
- 이용이 : 사랑 할머니 역
- 김병철 : 온유 형 역
- 공정환 : 은태 역
- 안상태 : 성형외과 의사 역
- 이지우 : 어린 조이 역
- 최희서 : 정 PD  역
- 서동갑 : 세영 옛애인 역